# Kartesisk koordinatsystem
Et kartesisk koordinatsystem er en type af koordinatsystem, som har et retvinklet koordinatsystem. Dermed forstås at alle punkter i koordinatsystemet opfattes en skæring mellem linjer parallelle med akserne, hvorved der opstår en ret vinkel mellem disse linjer, som det ses på billedet. Det har navn efter René Descartes.
Det retvinklede koordinatsystem er det mest udbredte i praktiske sammenhænge, da det er det lettest tilgængelige og mest intuitivt forståelige. Afhængig af sammenhængen bruges det enten i to, tre eller flere dimensioner.

## Koordinatsystemets opbygning
Punkter i et retvinklet koordinatsystem dannes som sagt ved at man i princippet lader to (eller tre eller – i teorien – flere) linjer vinkelret på akserne skære, hvor den tilsvarende skæring med akserne svarer til hhv. førstekoordinat, andenkoordinat, osv., svarende til hhv. x-akse, y-akse, z-akse og hvad man ellers vælger at kalde eventuelle flere akser. Undertiden hører man også x- og y-akserne omtalt som henholdsvis abscisseakse samt ordinatakse.
Ikke desto mindre svarer et koordinat, i koordinatsystemet med to akser, således til den retvinklede afstand til den modsvarende akse, som altså ovenfor er markeret ved stiplede linjer. Et koordinatsæt som hedder (2,3) betyder altså i virkeligheden at førstekoordinatet 2 er afstanden til andenaksen. Imidlertid tænker man dog på punktet, som at man går to enheder ud af førsteaksen, hvorefter man går tre op af andenaksen. Punktet (0,0), som altså betyder at afstanden til x-aksen, og (i dette tilfælde) også y-aksen, begge er nul, udgør altså placeringen af koordinatsystemets midpunkt om man vil, eller origo som det ofte omtales. Af intuitive årsager vælger man oftest at tegne koordinatakserne så de skærer hinanden her, selvom det matematisk set ikke er nødvendigt.
For at kunne skelne mellem placeringen af punkter netop i forhold til origo beskrives punkter som ligger til venstre for origo ved et negativt x-koordinat samt punkter som ligger placeret under origo ved et negativt y-koordinat. På denne måde opdeler origo altså koordinatsystemet i fire såkaldte kvadranter.
Første kvadrant er den nordøstligste fjerdedel af koordinatsystem, eller den fjerdedel hvor alle punkter har positive koordinater sagt på en anden måde. Nummereringen af kvadranter foregår herefter mod urets retning, hvor anden kvadrant altså bliver fjerdedelen med negative x-koordinater og positive y-koordinater, og så fremdeles.

### Cirklen i det todimensionelle retvinklede koordinatsystem
Forskriften for, og dermed princippet i den måde, man danner en cirkel på baserer sig på afstande i det retvinklede koordinatsystem. Som bekendt er en cirkel defineret ved at afstanden mellem et vilkårligt punkt på cirkelperiferien og centrum er konstant. Dette benytter man i forskriften for cirklen hvorved man samtidigt benytter den pythagoræiske læresætning, som ser således ud:
{\displaystyle {(x-x_{0})^{2}+(y-y_{0})^{2}}=r^{2}}
x og y angiver de løbende punkter, og hhv. x0 og y0 angiver placeringen af centrum i cirklen. r angiver selvsagt cirklens radius.
En fejl der ofte begås er at man glemmer at cirklens radius således også skal sættes i anden, som det ses på billedet her til højre.

## Tredimensionelt koordinatsystem
Koordinatsystemet kan også udvides til tre dimensioner, mod det hidtil anskuede som var i to dimensioner. Dette kaldes også et rumligt koordinatsystem. Dette koordinatsystem indeholder mange af de samme principper som det todimensionelle, blot med en ekstra akse tilføjet.
Den væsentligste forskel er som allerede nævnt, at en ekstra akse tilføjes. Denne kaldes hyppigst z-aksen i et standardkoordinatsystem. Linjen som udgør z-aksen skærer selvsagt også i origo, og står altså vinkelret på xy-planen.
- x = afstanden til yz-planen
- y = afstanden til xz-planen
- z = afstanden til xy-planen

Der findes et væld af tredimensionelle figurer, som alle i en vis forstand er udbygning af de todimensionelle figurer. Her kan nævnes de mest almindelige: kasse, pyramide, kugle.
Således skal man altså omforme de kendte to-dimensionale figurer og størrelser til noget tre-dimensionalt. Dog kan de to-dimensionale størrelser stadig forekomme i såkaldte planer, som der altså findes uendeligt mange af i et tre-dimensionalt koordinatsystem, hvor der kun findes ét i det to-dimensionale. Man kan på denne måde forestille sig at alle ting man ser i planen er et "snit" af noget fra rummet.

## Retvinklede koordinatsystemer med flere dimensioner
I matematikken er det muligt at operere med langt mere end 3 dimensioner; sågar uendeligt-dimensionerede koordinatsystemer. Man kan altså tilføje ekstra akser ved at stille samme krav som da man tilføjede den tredje koordinatakse til det todimensionale koordinatsystem; at den nye akse skal være vinkelret på alle tidligere akser.
Med den menneskelige intuition skal man dog være temmelig godt trænet for at mere end tre dimensioner giver nogen mening, idet vores intuition bygger på vores erfaringer. Tre dimensioner er således hvad vi har bedst intuitiv forståelse for. Alt hvad vi kender fra vores hverdag er tredimensionelt: Vores blyantspidsere, vores huse, vores jordklode og alt hvad vi ellers omgiver os af, er alle sammen tredimensionelle ting.
- Wikimedia Commons har flere filer relateret til Kartesisk koordinatsystem

 Der er for få eller ingen kildehenvisninger i denne artikel, hvilket er et problem. Du kan hjælpe ved at angive troværdige kilder til de påstande, som fremføres i artiklen.